# Čtyřdílné účetnictví
Čtyřdílné účetnictví (čínsky v českém přepisu š’-ťiao-čang, pchin-jinem sìjiǎozhàng, znaky zjednodušené 四脚帐, tradiční 四腳帳) též jako „účetnictví vyrovnání nebe a země“ (čínsky v českém přepisu tchien-ti che čang, pchin-jinem tiāndìhézhàng, znaky zjednodušené 天地合账, tradiční 天地合賬) byl systém podvojného účetnictví používaný v čchingské Číně od poloviny 18. století. Vznikl zdokonalením účetnictví dračí brány, systému podvojného účetnictví používaného od  pozdně mingské doby (1570–1640). Systém používali velcí čínští obchodníci a bankéři do nástupu západních účetních metod ve druhé polovině 19. století.

## Vznik a popis
Čtyřdílné účetnictví, případně „účetnictví vyrovnání nebe a země“ vzniklo začátkem 18. století. Disponovalo zdokonaleným systémem vedení účetních knih a klasifikace účtů, jehož konečnými zprávami byly výkaz zisku a ztráty (cchaj-siang) a rozvaha (cchun-kaj).
Rozšířenou klasifikaci účtů a dokonalejší systém hlavních knih, si vynutily komplikovanější obchodní i průmyslové transakce. Používán byl komplexní systém několika hlavních knih a řady podřízených knih různých úrovní. Hlavním rozdílem proti staršímu účetnictví dračí brány byl způsob uzavírání knih. Důraz byl kladen na bilanci aktiv a pasiv podle rovnice: 
aktiva (存, cchun) = pasiva (該, kaj) ± zisk/ztráta.
Bylo-li účetnictví v pořádku, musela být aktiva rovná pasivům s přidaným ziskem (resp. ztrátou), toto bylo nazýváno „vyrovnání nebe a země“. Vlastní význam procedury tkvěl v tom, že byl uznám odlišný charakter příjmových a výdajových účtů, které musely být uzavřeny a převedeny do výkazu aktiv a pasiv (rozvahy) jako zisk či ztráta.
Čtyřdílné účetnictví, vedle účetnictví dračí brány, používali velcí čínští obchodníci a bankéři do nástupu západních účetních metod ve druhé polovině 19. století. Většina malých a středních podnikatelů a konzervativnější a menší banky zůstala u jednoduchého účetnictví (zpravidla čtyřčlenné bilanční metody), menšina používala třídílné účetnictví.